# Сухая (Баргузинский район)
Суха́я (бур. Хуурай) — село в Баргузинском районе Бурятии. Входит в сельское поселение «Улюнское».

## География
Расположено у подножия Баргузинского хребта на правом берегу Баргузина, в 27 км к северо-востоку от районного центра, села Баргузин, и в 11 км к юго-западу от центра сельского поселения, улуса Улюн, на Баргузинском тракте.

## Население
| 2002 | 2010 |
| ---- | ---- |
| 14   | ↘12  |